# 女汉子真爱公式
《女汉子真爱公式》（英語：The Rise of a Tomboy），是2015年由郭大雷執導的愛情喜劇電影，由趙麗穎、張翰、童菲、丁一宇等領銜主演。影片講述了“女漢子”何修舞用自己推導的“真愛公式”尋找“完美戀人”和張翰的故事。該片於2016年3月18日在中國大陸上映。